# Navotas Vanguards
I Navotas Vanguards sono una squadra di football americano di Navotas, nelle Filippine; fondati nel 2013 a Quezon City come Manila Vanguards, si sono successivamente trasferiti a Navotas.

## Dettaglio stagioni

### Tornei nazionali

#### Campionato

##### ABP/PTFL
| Stagione | regular season | regular season | regular season | regular season | regular season | regular season | playoff | playoff | playoff | playoff | playoff | playoff   | playoff    |
|          | Vin            | Par            | Per            | Tot            | PF             | PS             | Vin     | Per     | Tot     | PF      | PS      | risultato | avversaria |
| -------- | -------------- | -------------- | -------------- | -------------- | -------------- | -------------- | ------- | ------- | ------- | ------- | ------- | --------- | ---------- |
| 2014-15  | 0              | 0              | 6              | 6              | 16             | 184            | -       | -       | -       | -       | -       | -         | -          |
| 2015     | 2              | 1              | 3              | 6              | 70             | 185            | -       | -       | -       | -       | -       | -         | -          |
| Totale   | 2              | 1              | 9              | 12             | 86             | 369            | -       | -       | -       | -       | -       |           |            |

Fonti: Enciclopedia del Football - A cura di Roberto Mezzetti